# ヘダイ
ヘダイ（平鯛、学名：Rhabdosargus sarba）は、スズキ目・タイ科に分類される魚の一種。クロダイに似た鯛の一種で、食用にもなる。学名 Sparus sarba はシノニムとされるが、こちらを採用する文献も多い。

## 特徴
成魚の全長は40cm程度だが、50cmを超えるものもいる。体型は左右に平たい楕円形で、体側は銀白色の地に黄色の小点が鱗の列に沿って並ぶ縦縞模様となっている。側線鱗数53-63枚、背鰭は11棘条・13軟条、尻鰭は3棘条・11軟条からなる。顎には3対の犬歯と3列の臼歯があり、奥の臼歯が特に大きく発達する。
クロダイに似るが、体色が全体的に白っぽいこと、体側の模様が黄色の細かい縦縞であること、体型が平たく背が盛り上がって見えること、顎が前に突き出ないことなどで区別できる。
アフリカ東部から本州中部、オーストラリア沿岸まで、インド洋と西太平洋の熱帯・温帯海域に広く分布する。
内湾から沖合いまでの浅海の岩礁域に生息し、クロダイよりは沖合いに多い。食性は肉食性で、小魚、甲殻類、貝類、多毛類など小動物を幅広く捕食する。
産卵期は晩春で、直径1.0-1.1mmほどの分離浮性卵を産卵する。体長数cmほどの幼魚は海岸の波打ち際や河口の汽水域でも見られる。また、クロダイ同様に一部の個体は雄性先熟の性転換を行う。

## 利用

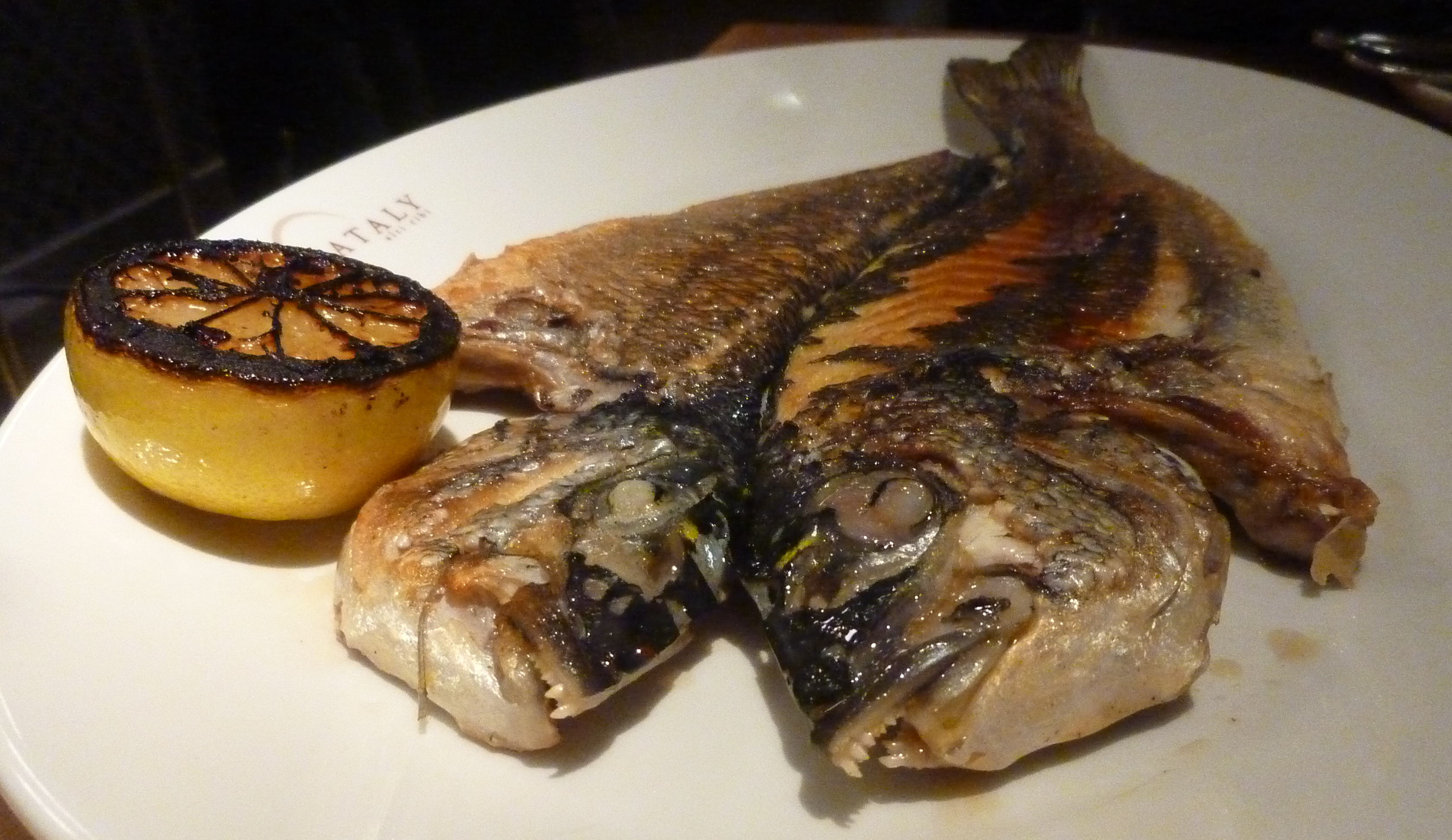

釣り、定置網、底引き網などで漁獲される。ただし日本近海ではマダイやクロダイほどの漁獲量はなく、狙って漁獲する魚ではない。クロダイ、シロギス、アジなどの沿岸魚を釣る際に外道として揚がることがある。
身は歯ごたえのある白身で、クロダイのような磯臭さもない。刺身、カルパッチョ、塩焼き、煮付けなどに利用される。

## 地方名
ヘイズ（京都府丹後地方）、コキタイ（浜名湖）、シラタイ（和歌山県）、シラチン、シロチン（和歌山県、鹿児島県）、ヒョウダイ（高知県、長崎県）、セダイ（山口県、長崎県、宮崎県）、セチン（玄海）、ヒラチヌ（蒲江）、スッポ（鹿児島県）、チバー（沖縄県）などがある。体が平たいこと、クロダイに似ることに由来した方言呼称が多く、クロダイとも区別される。
一方、英名の "Goldlined seabream" は「金色の線がある鯛」の意である。